# Prestwick Golf Club
Prestwick Golf Club er en golfklub i byen Prestwick i South Ayrshire, Skotland. Den ligger ca. 48 km sydvest for Skotlands største by, Glasgow. Prestwick er en klassisk links-bane, der er bygget i det sandede område mellem stranden og indlandet. Banen ligger tæt på Glasgow Prestwick International Airport og nogle af hullerne er anlagt langs jernbanesporene øst for banen.
Klubben er især kendt for at være den oprindelige arrangør af The Open Championship, den ældste af golfsportens fire major-turneringer, og banen var vært for begivenheden 25 gange i perioden 1860-1925.
Floden Pow (eller Pow Burn) flyder gennem golfklubbens ejendom, hvilket en naturlig forhindring på banen, og der er fisk og andre sjældne dyr i floden. Der er adskillige klitter midt på banen. Den højeste er Pow Hill, den næsthøjeste er The Queens Jack, og den tredjehøjeste er Cearcevlock Hill. Blinde slag fra teestedet på det korte 5. hul og indspillet på 17. hul (par 4) tilføjer mystik og charme til banen. Det mest berømte hul på banen er 3. hul, et par 5-hul, dogleg højre, på 500 yards, hvor fairway simpelthen slutter ca. 300 yards fra teestedet, hvor landskabet daler ned i en stor, dyb bunker med øgenavnet "the Cardinal" og en diameter på 50 yards. Mange mesterskabshåb er slukket i denne bunker. Pow Burn løber langs hele hullets højre side. Mod vest grænser banen op til Det Irske Hav og Firth of Clyde, flankeret at klitter. Royal Troon Golf Club ligger umiddelbart nord for Prestwicks bane.
I modsætning til nogle af Skotlands øvrige førende baner er Prestwick en privat klub for medlemmer, men gæster kan booke tid til spil på banen de fleste af ugens dage.

## Historie
Der var blevet spillet golf langs kysten i Prestwick mange år før klubben formelt blev stiftet i 1851. Old Tom Morris var klubbens "Keeper of the Green, Ball and Club Maker" fra 1851 til 1864. Han designede og anlagde den oprindelige 12-hullersbane. Morris vendte tilbage til sin hjemby, St Andrews, i 1865 for at indtage en ledende stilling der, men udvidede Prestwick-banen til 18 huller i 1880'erne, efter at klubben havde sikret sig mere jord.

### The Open Championship
Prestwick Golf Club er kendt for at være den oprindelige arrangør og sponsor for The Open Championship, den ældste af golfsportens fire major-turneringer. Ideerne til etableringen af The Open Championship startede i 1859 efter Allan Robertsons død. Robertson havde været anset for at være verdens bedste golfspiller de foregående 20 år, og ideen med The Open Championship var at finde "den nye mester", dvs. Robertson arvtager som verdens bedste. Det første mesterskab blev afholdt i oktober 1960, og det bestod af tre runder på banens 12 huller på samme dag, dvs. 36 huller, og deltagerfeltet bestod af otte af datidens førende professionelle spillere. Vinderen fik overrakt The Challenge Belt – et bælte af rødt marokkansk læder med et sølvspænde indkøbt af klubbens medlemmer for £ 25. Klubben arrangerede mesterskabet hvert år til og med 1870 samt i 1872. Young Tom Morris, Old Tom Morris' søn, havde lært golf fra barnsben i Prestwick og vandt The Open Championship fire gange i træk i 1868-1872 (der var intet mesterskab i 1871). Ved at vinde tre gange i træk sikrede Young Tom sig The Challenge Belt til ejendom, så der var ingen præmie at spille om i 1871, og derfor blev mesterskabet ikke afviklet det år.
Fra 1872 begyndte mesterskabet at rotere mellem forskellige baner, og Prestwick var en del af rotaen indtil 1925. Banen havde da været vært for turneringen 25 gange. I 1925 var styringen af publikum meget problematisk, da tusindvis af mennesker overvældede kontrollørerne, der var alt for få, og situationen påvirkede spillet og var med til at afgøre turneringen, eftersom mange slag ramte tilskuere og derfor ændrede retning. Tidens førende golfskribent, Bernard Darwin, rapporterede fra begivenheden, at han tvivlede på at The Open nogensinde blev afholdt i Prestwick igen, og han fik ret i sin forudsigelse: "The course's cramped layout does make hosting of events with large galleries highly problematic, although the course's challenge remains intact to test the modern generation of players."
Prestwick har pr. 2011 også været vært for The Amateur Championship elleve gange.